# Deep (East 17-dal)
A Deep című dal az angol East 17 nevű fiúcsapat 3. kimásolt kislemeze a Walthamstow című albumról, mely 1993. január 23-án jelent meg a London Records kiadónál.

## Megjelenések
CD Single  London Records – 857 013-2
1. Deep (Breath Mix) - 4:03 Remix – Ian Curnow And Phil Harding
2. Deep (Penetration Mix) - 4:55 Engineer – John Poppo, Programmed By [Keyboard Programming] – Eric Kupper, Remix, Technician [Overdubs] – David Morales

1. Deep (Throat Mix) - 6:18 Remix, Producer [Further Production] – Diss-Cuss
2. Deep (Down)	- 4:41

CD Maxi (French Mix) 
Barclay – 857 591-2
1. Deep (Remix) 4:10
2. Deep (Extended Version) 5:45
3. Deep (Penetration Mix) 4:52
4. Down 4:40

## Közreműködő előadók
- Borító – Form
- Fényképezte – Lawrence Watson
- Producer – Mykaell Riley (dal: 4), Robin Goodfellow (dalok: 1 to 3)
- Producer – Ian Curnow And Phil Harding* (dalok: 1 to 3)
- Írta – Anthony Mortimer

## Slágerlista
| Slágerlista (1993)                            | Legjobb helyezés |
| --------------------------------------------- | ---------------- |
| Ausztrália (ARIA)                             | 7                |
| Ausztria (Ö3 Austria Top 75)                  | 13               |
| Belgium (Ultratop Flanders)                   | 40               |
| Európa (Eurochart Hot 100)                    | 16               |
| Finnország (Suomen virallinen lista)          | 13               |
| Franciaország (SNEP)                          | 30               |
| Németország (Media Control AG)                | 14               |
| Írország (IRMA)                               | 7                |
| Izrael (Media Forest)                         | 1                |
| Japán (Oricon)                                | 5                |
| Hollandia (Single Top 100)                    | 31               |
| Új-Zéland (Recorded Music NZ)                 | 50               |
| Svédország (Sverigetopplistan)                | 6                |
| Svájc (Schweizer Hitparade)                   | 32               |
| Egyesült Királyság (Official Chart Company)   | 5                |
| US (Billboard Bubbling Under Hot 100 Singles) | 23               |
| Zimbabwe (ZIMA)                               | 8                |

### Minősítések
| Ország             | Minősítés | Eladások |
| ------------------ | --------- | -------- |
| Ausztrália         | arany     | 35.000   |
| Egyesült Királyság | ezüst     | 200.000  |